# Moulin-Mage
Moulin-Mage település Franciaországban, Tarn megyében. Lakosainak száma 304 fő (2022. január 1.). Moulin-Mage Murasson, Barre, Murat-sur-Vèbre és Lacaune községekkel határos.

## Népesség
A település népességének változása:
| Lakosok száma | 308  | 303  | 312  | 313  | 318  | 316  | 316  | 312  | 304  |
|               | 2013 | 2015 | 2016 | 2017 | 2018 | 2019 | 2020 | 2021 | 2022 |